# Капернаум
Капернаум, Кафарнаум, Кфар Нахум (івр. כְּפַר נַחוּם у перекладі «село Наума» або «село розради») — колишнє місто в Ізраїлі, на західному березі Тиверіадського озера коло міст Хоразін та Віфсаїда, значний торговий і промисловий центр, дощенту зруйноване під час Юдейської війни (І ст. н. е.). Селище назване на честь пророка Наума мешканцями Тіверіади, котрі оселилися там після падіння Єрусалиму. Інша назва — Талум (Тель-Гум), що походить від арабських слів «Tell» у перекладі — руїни, і «Hum» — напевно ім'я Наум.
Хоча є ранні археологічні знахідки, але історію міста відносять до II ст. до н.д.. Після Назарету (Мт. 4:13) Ісус став мешкати саме в Капернаумі, тому це місто стали звати «Його місто» (Мт. 9:1).
Капернаум за днів Ісуса був одним з найбільших міст на березі Галілейського моря. На початку Своєї місії Господь багато разів проголошував на його берегах Слово і чинив чудеса. Одного разу, перебуваючи в Капернаумі, Ісус сказав: «А ти, Капернауме, що „до неба піднісся, — аж до аду ти зійдеш“. Бо коли б у Содомі були відбулися ті чуда, що в тобі вони стались, то лишився б він був досі» (Мт. 11:23).
Ці слова були попередженням про знищення, яке мало прийти на місто. Пекло (гадес, шеол) є станом знищення, небуття. Капернаум знищено як місто, і таким він залишився (у руїнах) аж до сьогодні. Схоже сказано про міста Хоразін та Віфсаїда. Ці міста на узбережжі та поблизу Галілейського моря були дуже привілейовані тим, що Ісус (Божий Син) свідчив їм про правду словами і великими чудесами. Два міста з цих позначені безлюдними купами руїн, а місце третього — невідоме.
У 638 р. араби завоювали це місто. А у 746 р. місто було зруйноване землетрусом, після чого дане місто не відроджувалося. У період панування хрестоносців — це рибальське селище. Румовище Капернауму стали називати «Тель-Гум» (Тель-Хум).
Нині над руїнами будинку апостола Петра споруджена нова католицька церква: Церква святого Петра у Капернаумі.
Також Грецька Православна церква Семи Апостолів із червоними куполами була побудована в 1931 році у цьом містечку. Вона позначає місце, куди було перенесено село Капернаум після землетрусу в 746 році. Церква присвячена семи апостолам (Симон званий Петром, Фома — Дідим, Нафанаїл із Кани в Галілеї, сини Зеведеєві, «та ще двоє учнів»), згадані в Євангелії від Івана, коли Ісус знову з'являється своїм учням «біля Тверійського моря».
Серед руїн Капернауму є синагога (так звана «Біла синагога» споруджена у IV ст. н.д.), але це не та стара синагога, у якій Ісус проповідував (Мк. 1:21-28). Стару синагогу під час земного життя Христа збудував римський сотник (Лк. 7:5), слугу котрого Ісус зцілив було (Лк. 7:2-10, Мт. 8:5-13). Стара синагога лежить похованою під руїнами нової «білої» синагоги. Але це те місце, де молився старший синагоги Яір, дочку якого зцілив Христос (Мт. 9:18-26, Мк. 5:22-43, Лк. 8:41-56). І це той Капернаум, де Христос зцілив тещу апостола Петра (Мт. 8:14-17, Мк. 1:29-31), і де був дім самого апостола Петра (Мт. 4:18-22). Поруч — місце, на якому Христос покликав Петра (Симона) бути Його учнем (Мт. 4:18-22, Мк. 1:16-18).
Руїни Капернауму є сьогодні атракцією для туристів, як незаперечний доказ діяльності Ісуса та Його пророцтва. Що стосується іншого міста, Тиверіяди, яке також існувало за днів Ісуса, то воно далі стоїть на березі Галілейського моря, тому що Ісус нічого не сказав про його знищення.

## Галерея

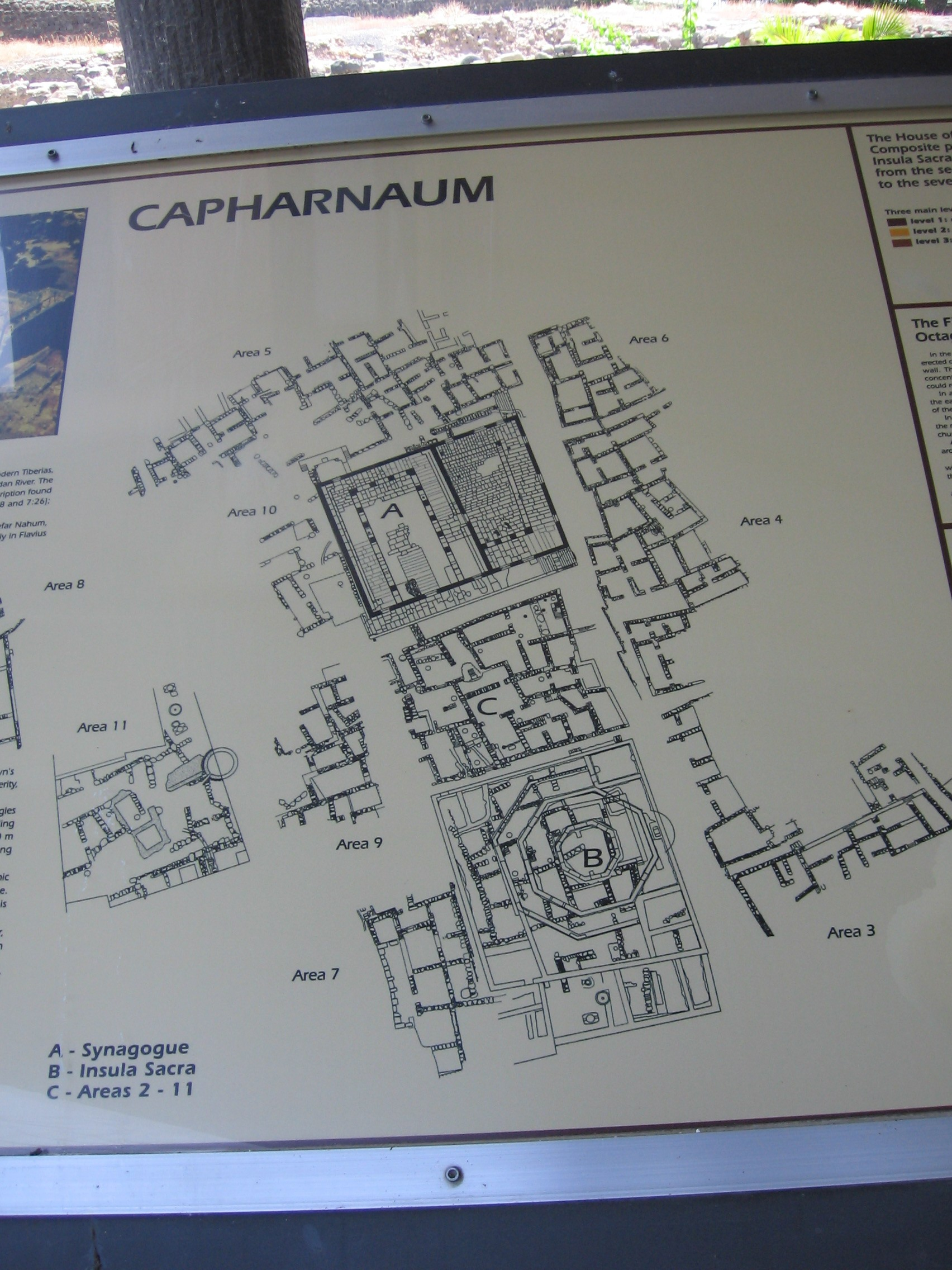
Карта міста Капернауму
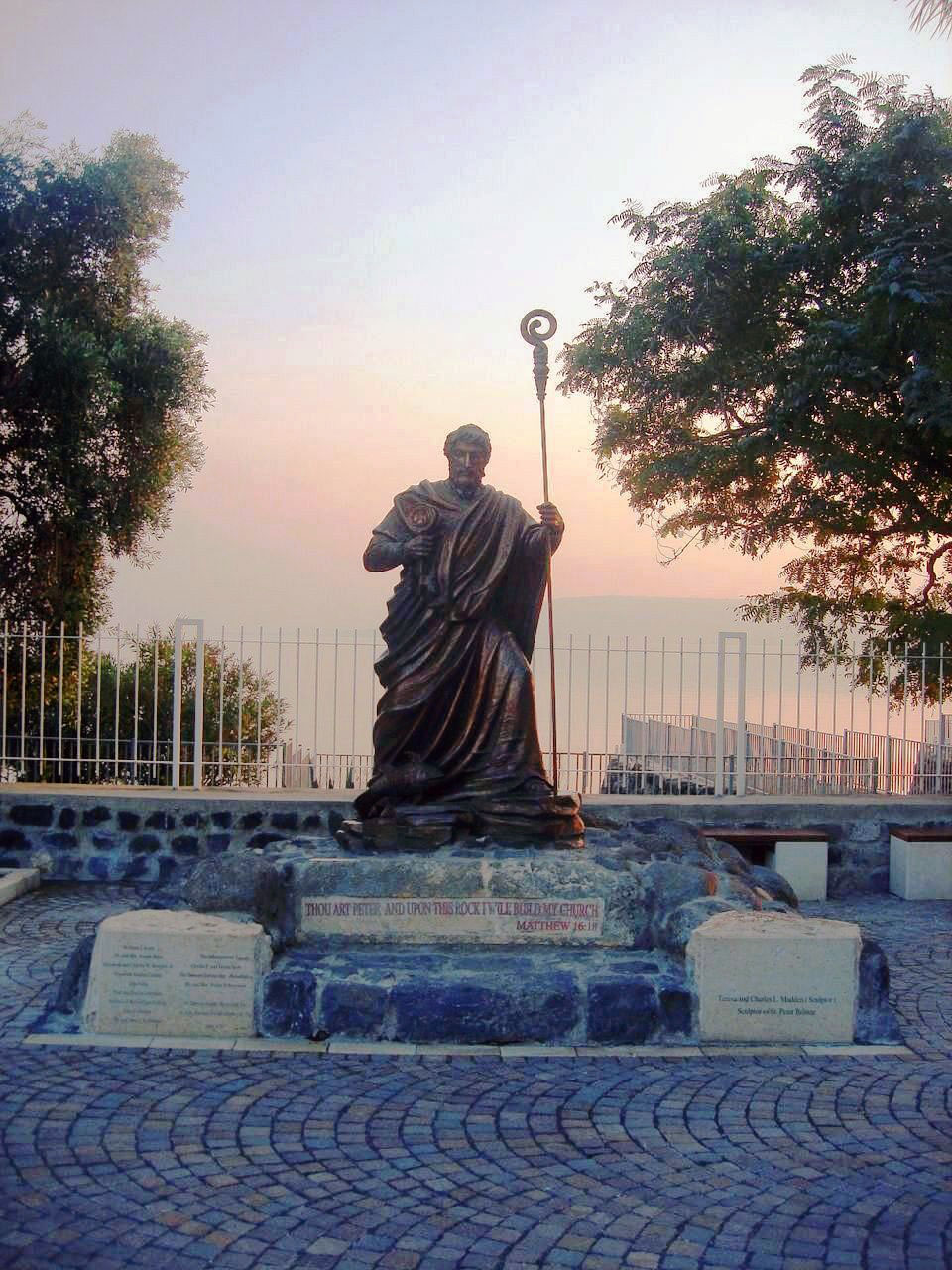
Статуя апостола Петра у Капернаумі (2014 р.)
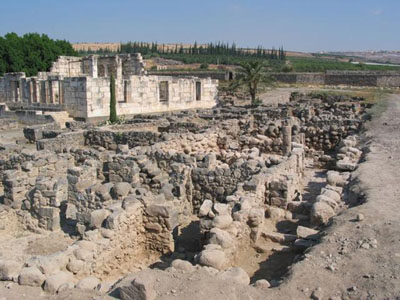
Руїни Капернауму (в далечині — нова синагога)
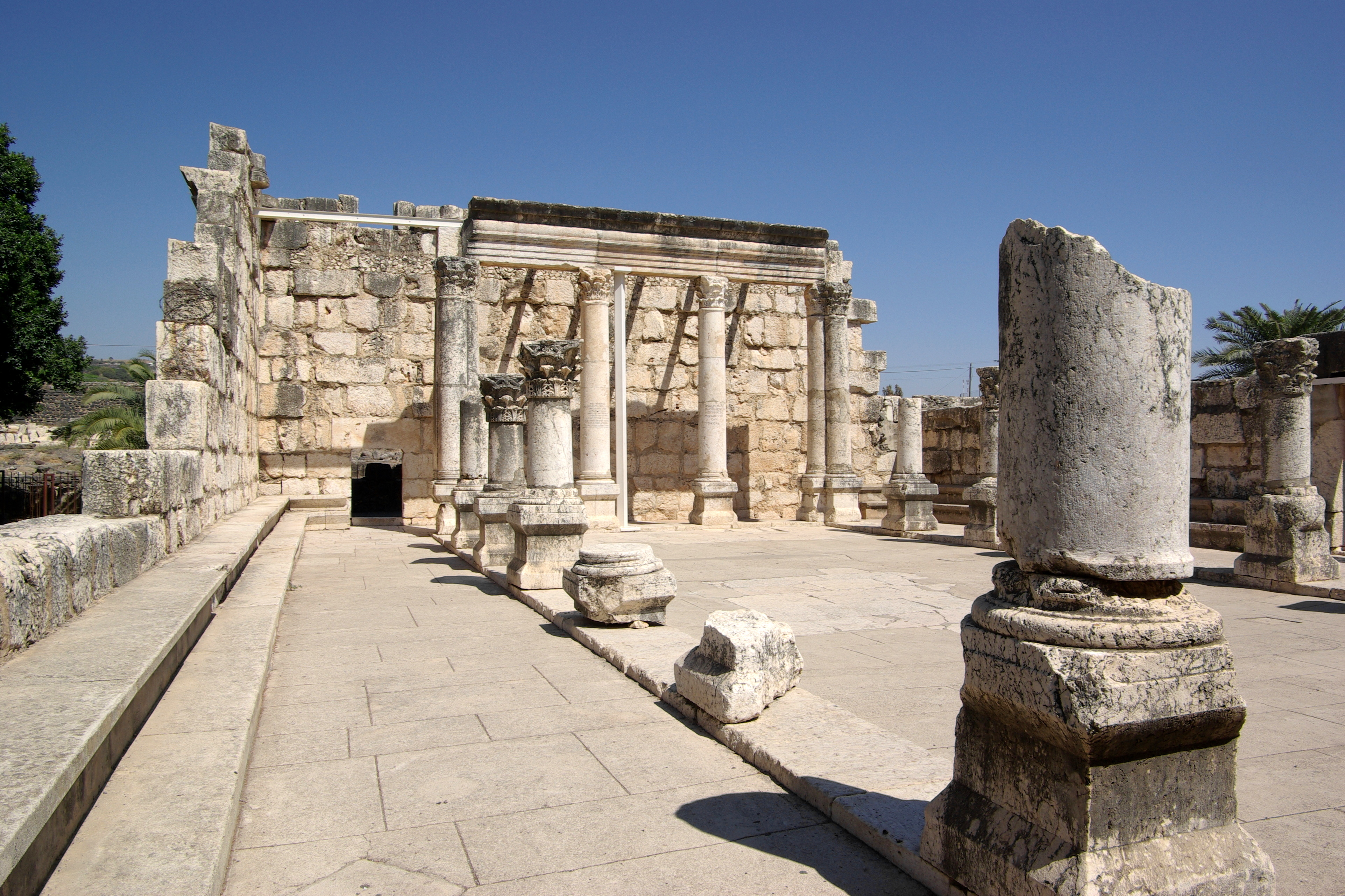
Руїни нової синагоги (внутрішній вигляд)
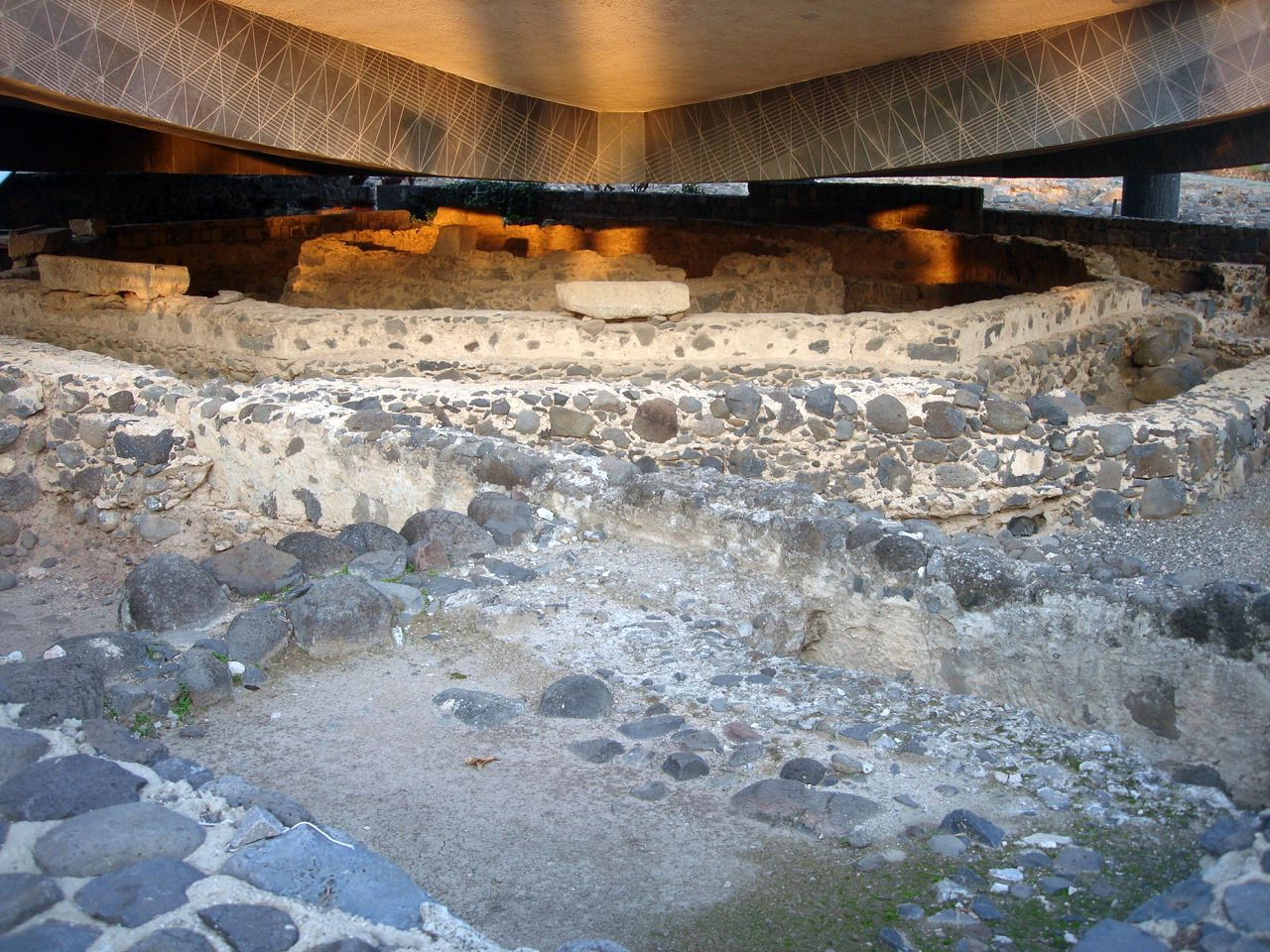
Вид з боку на руїни стін будинку апостола Петра під новою церквою у Капернаумі (2014 р.)
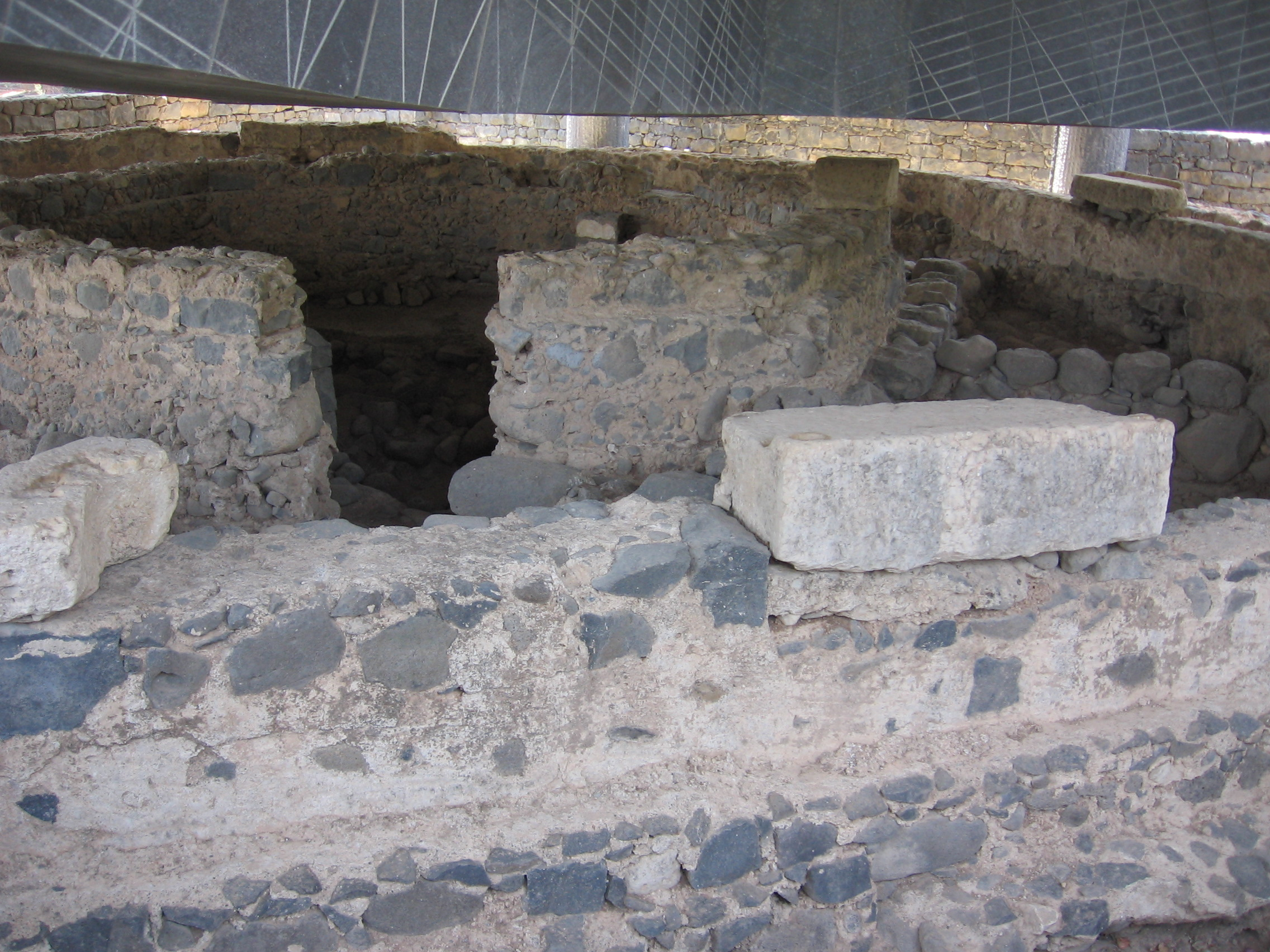
Вид з боку на руїни входу в будинок апостола Петра під новою церквою у Капернаумі (2009 р.)
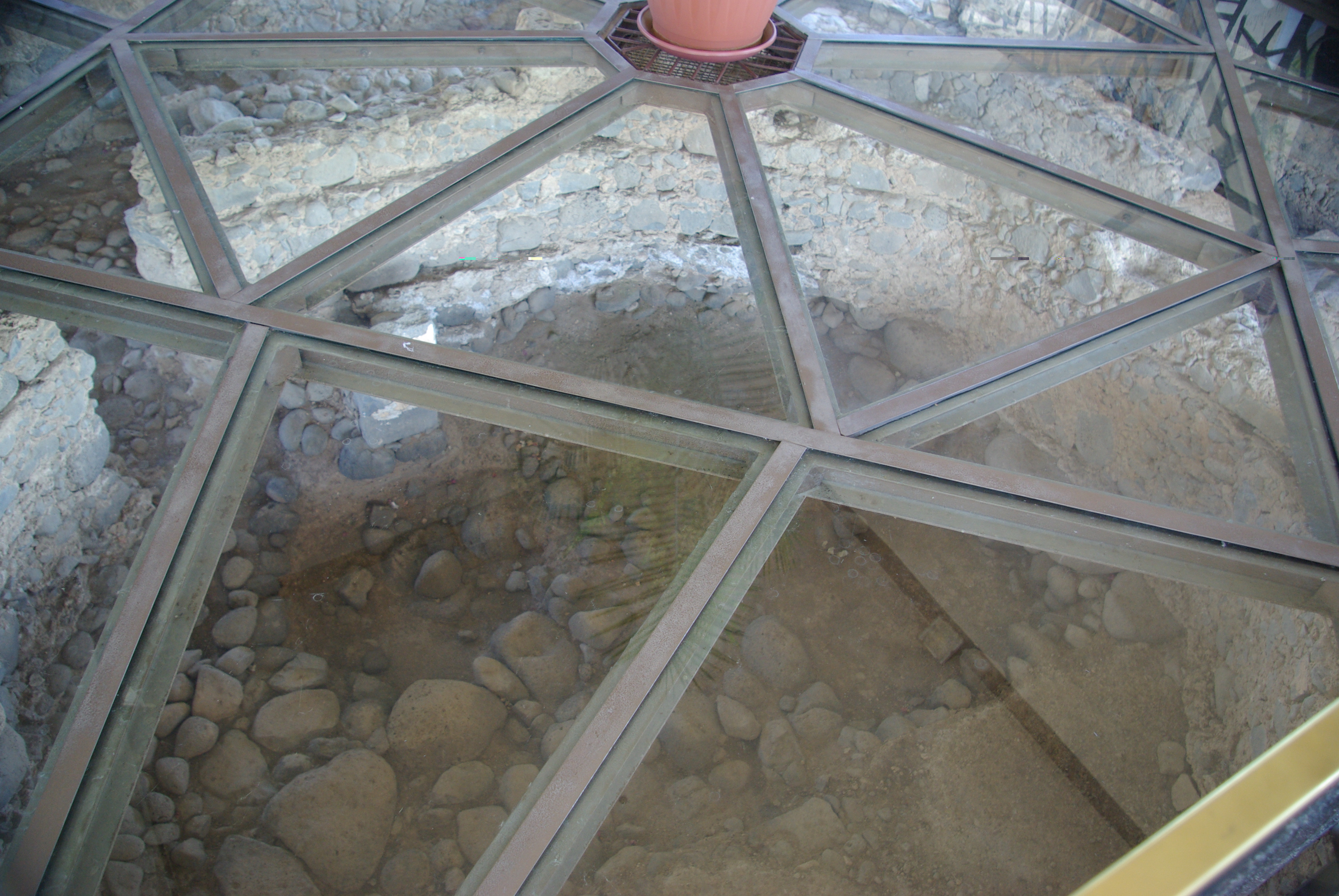
Вид з гори на руїни будинку апостола Петра у новій церкві Капернауму (2014 р.)
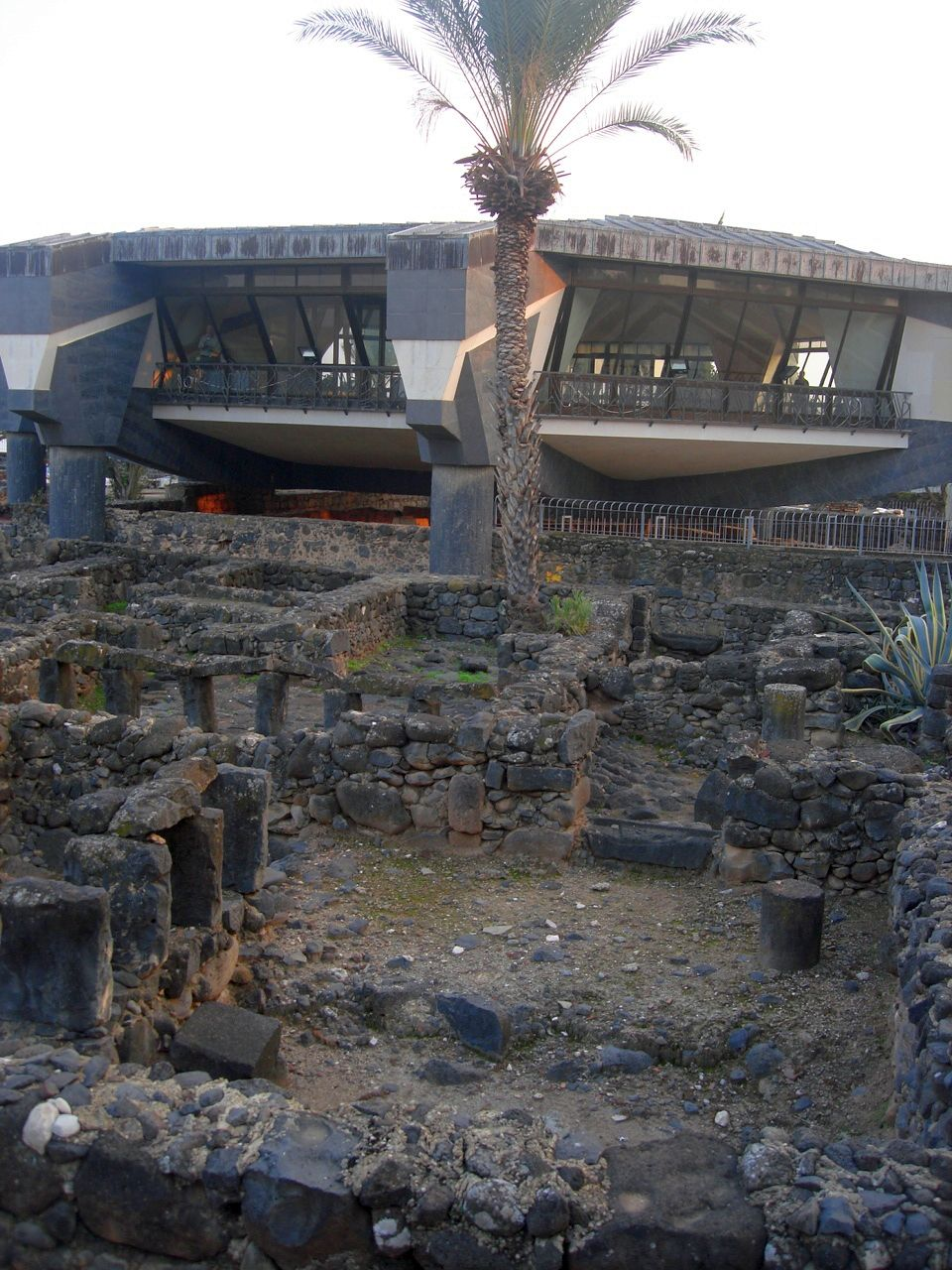
Руїни житлового кварталу Капернаума, між будинком Петра (під церквою) і синагогою
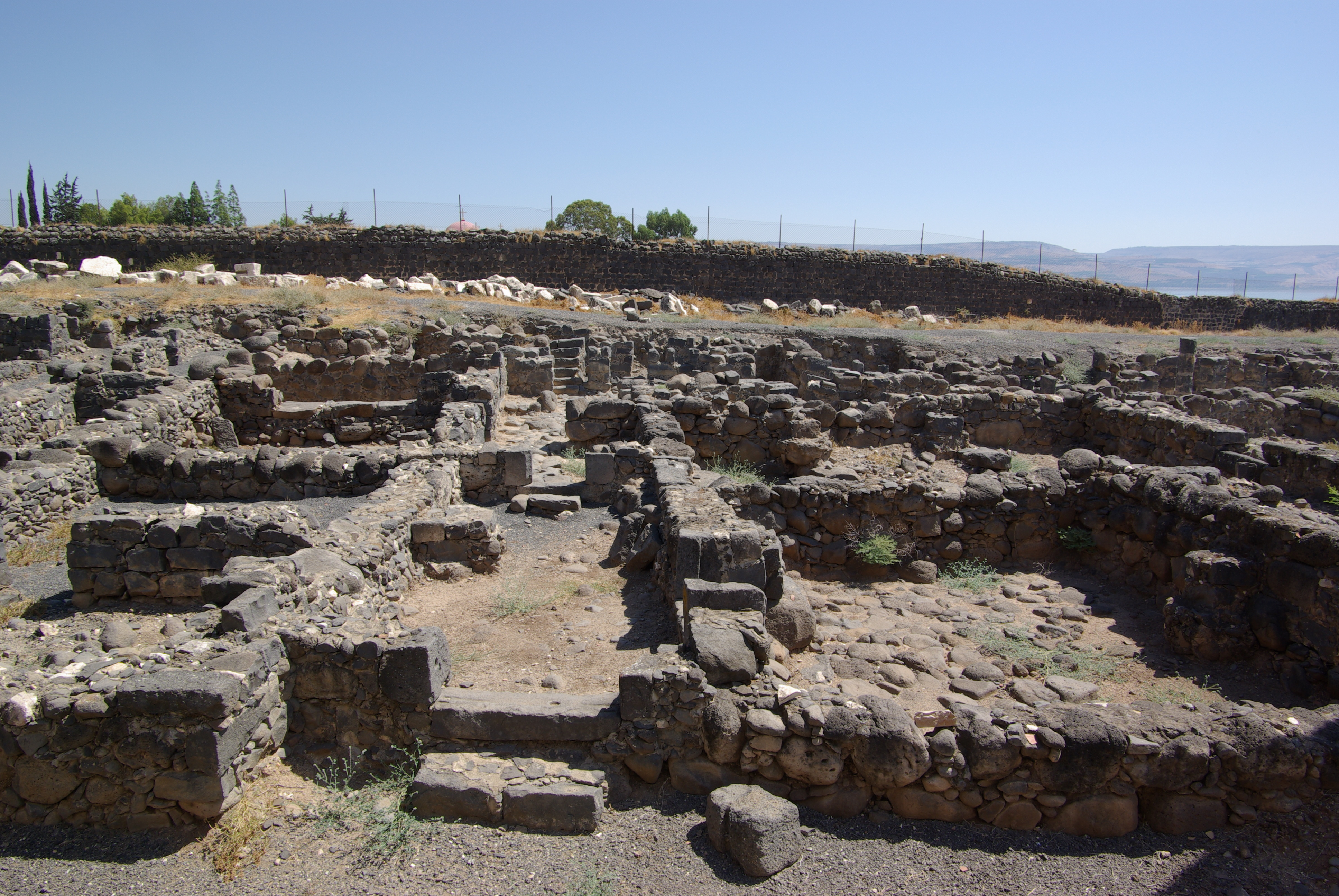
Руїни житлового кварталу Капернауму
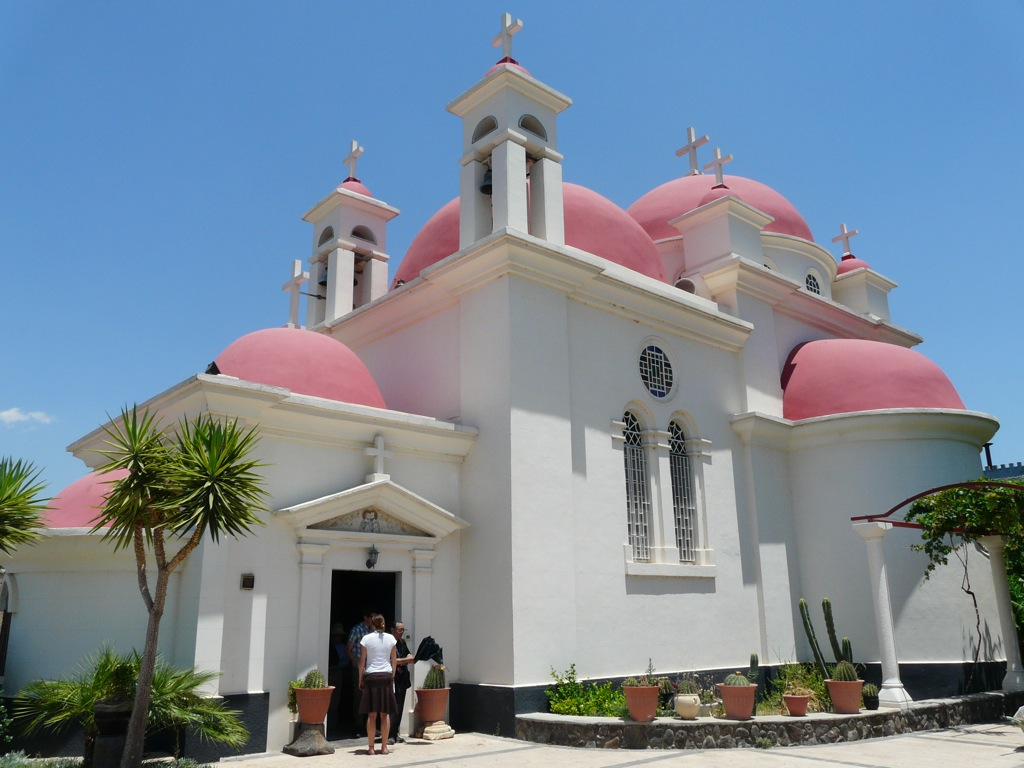
грецька церква Собору Дванадцяти Апостолів у Капернаумі